# Mosquée Emir Sultan
La Mosquée Emir Sultan (en turc : Emir Sultan Camii) est une mosquée de Bursa, en Turquie.
Elle fut érigée au XIVe siècle, et reconstruite en 1804 à la demande de Sélim III puis de nouveau en 1868.

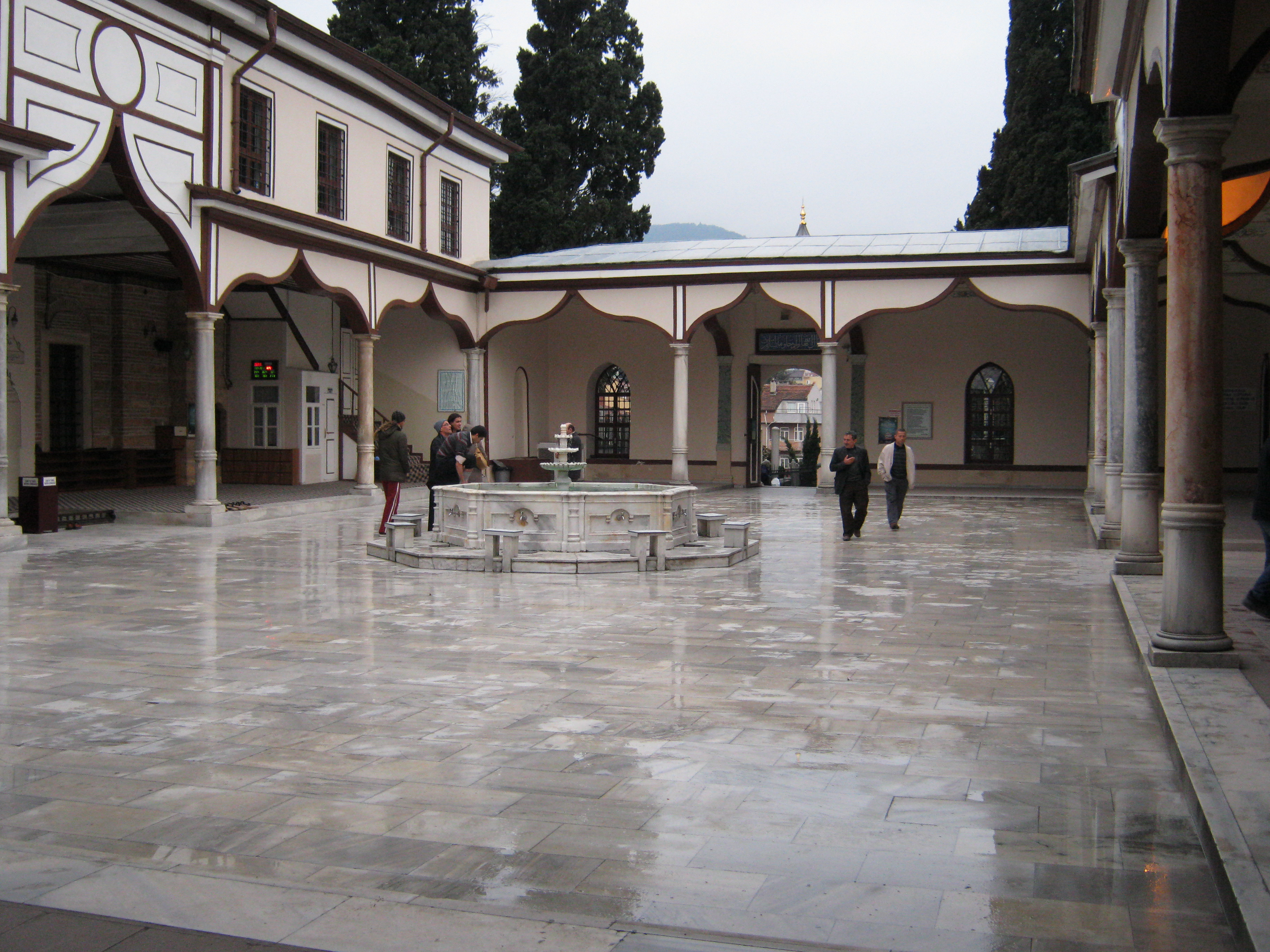
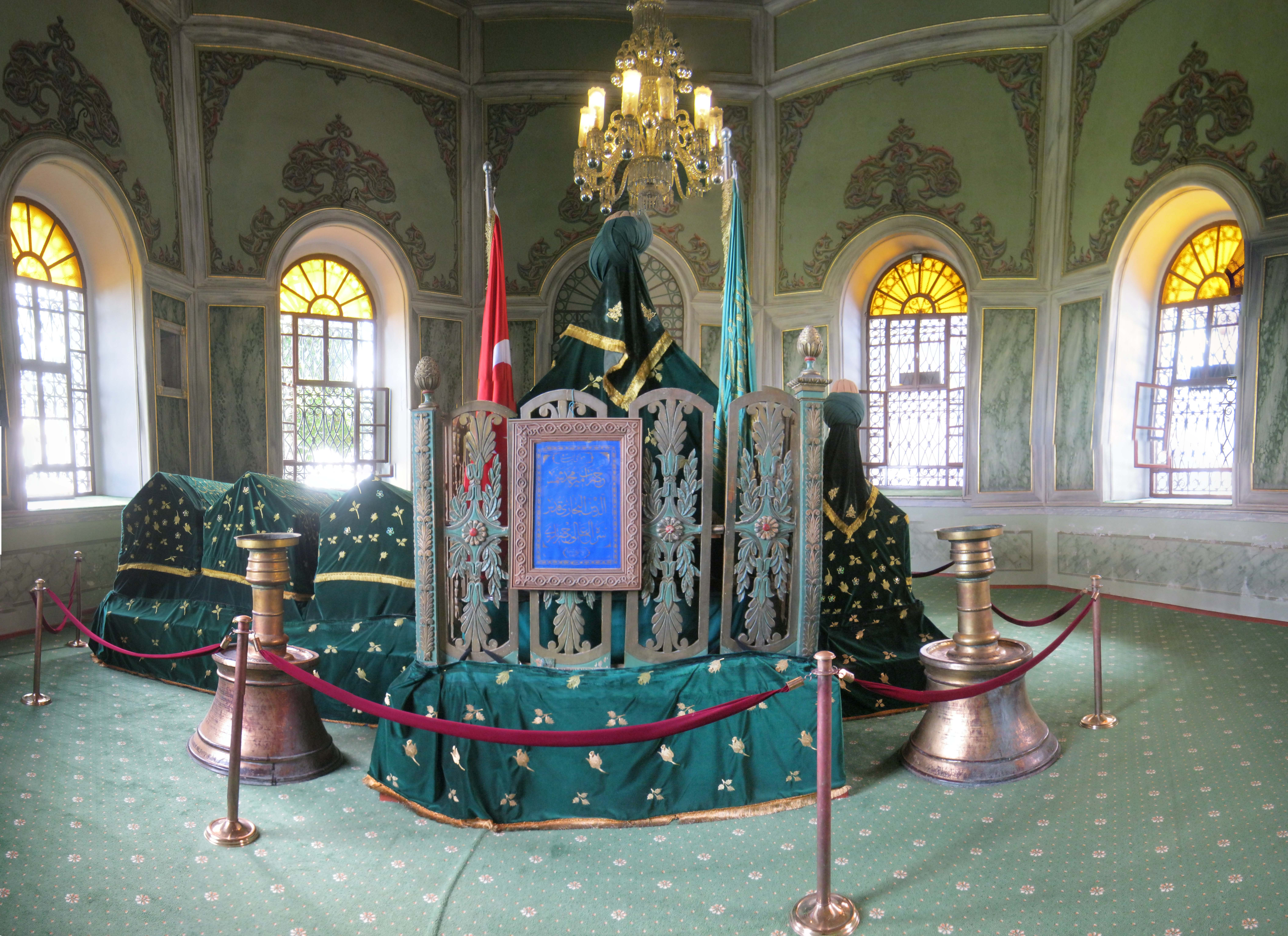
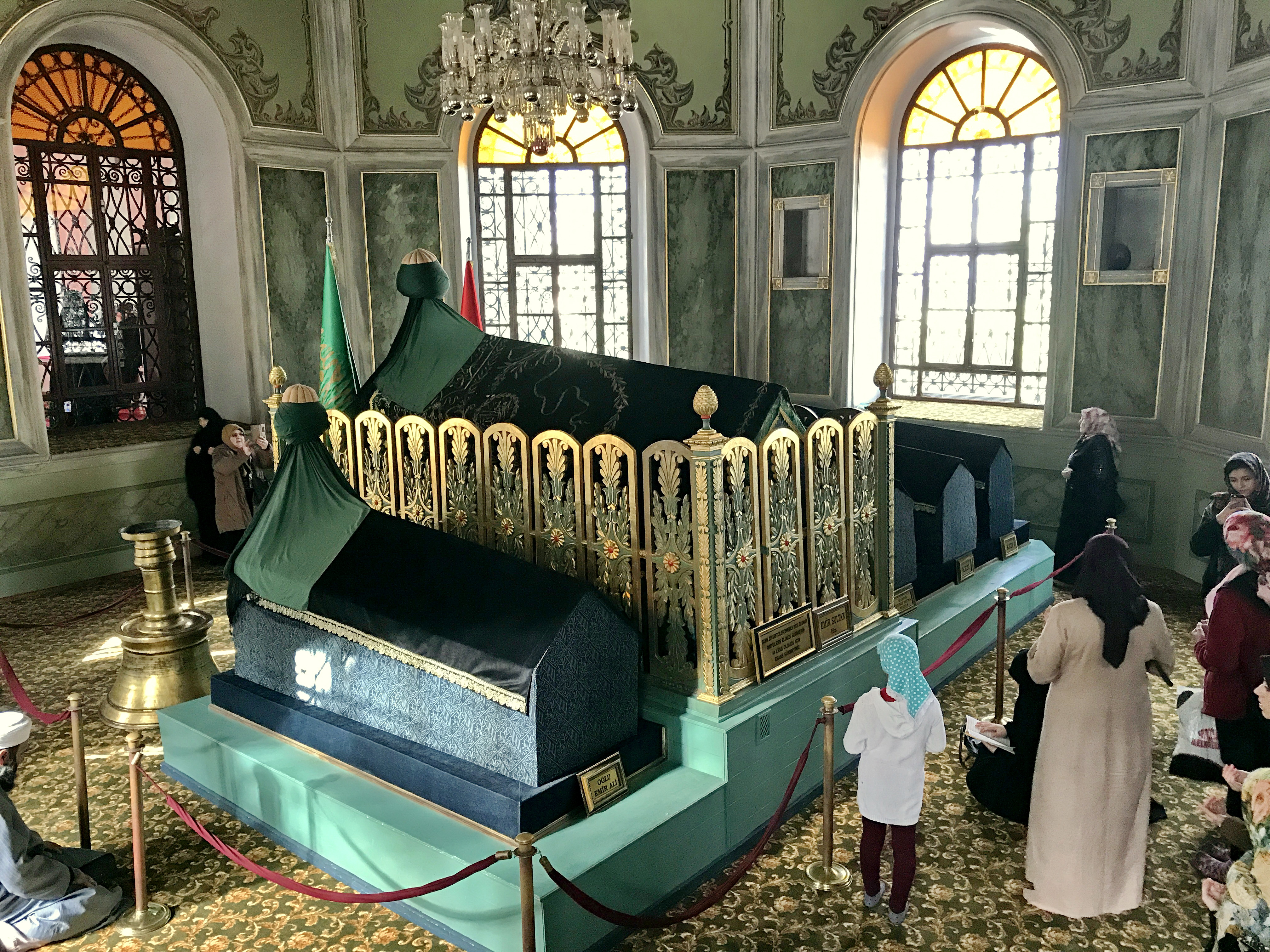
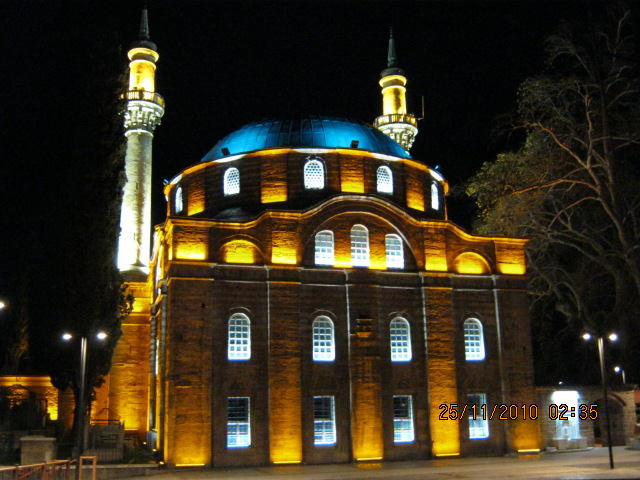